# Солнечно-протонный шторм
Протонный шторм (англ. Solar particle event, SPE) — потенциально-опасное проявление солнечной активности, вызываемое потоками протонов и ионов, которые в результате солнечной вспышки или коронального выброса массы получили значительные энергии и скорости. Данное явление также носит название космических радиационных штормов.
В зависимости от их интенсивности, на Земле приводят к нарушениям КВ-связи и к неполадкам в работе различного электрического ооборудования, вызывают ионизацию верхних слоев земной атмосферы и образование в ней радиоактивных изотопов (C-14, Be-10 и прочие). Являются одной из причин появления полярных сияний.